# كيث دايسون
كيث دايسون (بالإنجليزية: Keith Dyson)‏ (10 فبراير 1950 في المملكة المتحدة - ) هو لاعب كرة قدم بريطاني في مركز الهجوم. لعب مع نادي بلاكبول ونيوكاسل يونايتد وLancaster City F.C. ‏ وكليفلاند كوبراز ‏.

## وصلات خارجية
- كيث دايسون على موقع قاعدة بيانات كرة القدم.إي يو (الإنجليزية)